# Emily Armstrong
Emily Marcia Armstrong, née le 6 mai 1986 à Los Angeles (Californie), est une auteure-compositrice-interprète et musicienne américaine.
Cofondatrice du groupe Dead Sara en 2002 ; elle rejoint en 2024 le groupe Linkin Park en tant que chanteuse principale, à la suite du décès du chanteur Chester Bennington en 2017.

## Biographie

### Jeunesse et débuts
Dès l'âge de 12 ans, Emily Armstrong commence à écrire des chansons et à jouer de la guitare. À 15 ans, elle se met à chanter. Elle quitte le lycée, sachant qu'elle voulait faire partie d'un groupe de rock dès qu'elle a pris la guitare en main, et n'avait aucun intérêt à poursuivre autre chose.
Dans une interview avec le El Paso Times en 2012, elle a déclaré que la musique était la seule chose qui la motivait dans la vie.

### Vie privée
Emily Armstrong s'identifie comme queer. Elle a été en couple avec la mannequin Kate Harrison.

## Carrière musicale

### Dead Sara
Emily Armstrong a commencé sa carrière musicale en 2002 lorsqu'elle a rencontré la guitariste Siouxsie Medley (en),. Le groupe, initialement appelé Epiphany, a donné son premier concert au club The Mint de Los Angeles en mars 2005. En plus de chanter, Emily jouait de la basse. Elles ont fait leur première tournée en 2007 et ont fondé leur propre label indépendant, Pocket Kid Records, en 2010. Leur premier album complet, Dead Sara, est sorti sur ce label en 2012. Le premier single de l’album, Weatherman, est devenu un succès dans le milieu du rock indépendant. Après la sortie de l’album, elles ont joué en première partie de nombreux artistes aux États-Unis et en Europe, dont Muse, et ont participé au Warped Tour.
Le deuxième album de Dead Sara, Pleasure to Meet You, est un EP de quatre chansons, des reprises, qui est également sorti chez Pocket Kid. L'EP comprend deux versions de Heart-Shaped Box de Nirvana, Killing in the Name de Rage Against the Machine, et Ask the Angels de Patti Smith. En 2018, l’EP Temporary Things Taking Up Space a été publié chez Atlantic. Elles ont enregistré leur troisième album, Ain’t It Tragic, pendant le confinement dû à la COVID-19. Il est sorti chez Warner Records en 2021.

### Linkin Park
Lors d'une interview avec Billboard, Mike Shinoda et Dave Farrell ont révélé que, à la suite du suicide de Chester Bennington en 2017, Linkin Park a traversé une période de réflexion. La collaboration entre Mike Shinoda et Emily Armstrong a commencé en 2019, initialement sans intention pour Linkin Park. Cependant, ces sessions ont jeté les bases d'une collaboration. Au fil du temps, Dave Farrell et Joe Hahn ont rejoint les sessions, et Emily et Colin Brittain sont devenus membres officiels après des mois de travail en studio.
En septembre 2024, Emily Armstrong rejoint officiellement Linkin Park. Le groupe a sorti sa première chanson avec Emily au chant, intitulée The Emptiness Machine. Ce titre est le premier single de l'album From Zero, sorti le 15 novembre 2024. Emily a donné son premier concert avec Linkin Park le même jour,.

## Influences artistiques
Emily Armstrong a été influencée par une variété d'artistes et de genres musicaux. Parmi ses influences notables, on trouve des groupes de rock comme Nirvana et L7, ainsi que des artistes folk et blues des années 1960 et 1970, tels que Led Zeppelin, Stevie Nicks, Joni Mitchell et Fleetwood Mac,. En tant qu’auteure-compositrice, elle a été particulièrement marquée par le folk rock et les accords ouverts et alternatifs, inspirés par Joni Mitchell. Sur scène, elle s’inspire d’artistes comme Iggy Pop et Janis Joplin.

## Collaborations et projets parallèles
Emily Armstrong a collaboré avec plusieurs artistes tout au long de sa carrière. Avant même la sortie du premier album de Dead Sara, elle a attiré l’attention en tant que chanteuse. Grace Slick a noté son dans une interview avec le Wall Street Journal en 2011, et Courtney Love l’a invitée à New York pour chanter sur l'album de Hole, Nobody’s Daughter, en 2010,. Elle a également enregistré et/ou performé en direct avec des artistes tels que The Offspring, Beck, Demi Lovato, Awolnation et Robby Krieger des Doors,,,.

## Polémiques
Le 9 septembre 2024, Jaime Bennington, fils de l'ex-chanteur décédé, s'est exprimé sur Instagram pour critiquer ouvertement ce retour et le choix d'Armstrong sachant ce qu'elle représente, faisant référence aux liens passés de la chanteuse avec l'Église de Scientologie et à son soutien à l'acteur scientologue Danny Masterson, condamné à 30 ans de prison pour deux viols. Il a également accusé Mike Shinoda de « discrètement effacer la vie et l'héritage » de son père en faisant renaître Linkin Park pendant le mois international de la prévention du suicide.

### Église de Scientologie
Peu de temps après qu'Armstrong a rejoint Linkin Park le 5 septembre 2024, elle a fait l'objet de reportages médiatiques sur ses liens avec l'Église controversée. Certains fans du groupe ont également critiqué son affiliation à l'Église. Selon la BBC, « Armstrong n'a jamais commenté publiquement sa relation avec l'église, mais plusieurs paroles de Dead Sara suggèrent une critique et un rejet des enseignements de la Scientologie. »

### Procès de Danny Masterson
Également en septembre 2024, il est apparu qu'Armstrong avait assisté à une audience criminelle en 2020 de l'ancien acteur et violeur condamné Danny Masterson, scientologue de longue date. Le 6 septembre, Armstrong a précisé que même si elle avait assisté à une comparution devant le tribunal pour soutenir une personne qu'elle considérait à l'époque comme un ami, elle s'est rendu compte peu de temps après qu'elle n'aurait pas dû le faire et n'avait plus parlé à cette personne depuis. Elle a déclaré qu'elle ne cautionnait pas les abus ou la violence contre les femmes et qu'elle compatissait avec les victimes de ces crimes.

## Discographie

### Avec Dead Sara
- The Airport Sessions (EP) (2008)
- Dead Sara (2012)
- Pleasure to Meet You (2015)
- The Airport Sessions (Remastered) (2016)
- The Covers (2017)
- Temporary Things Taking Up Space (2018)
- Ain't It Tragic (2021)

### Avec Linkin Park
- 2024 : From Zero